# Ermis
Grupa Młodzieżowa Ermis – przy Olsztyńskim Stowarzyszeniu Mniejszości Niemieckiej w Olsztynie. Powstała w 1992 roku. Liczy kilkadziesiąt osób w wieku 16-29+ lat. Do grupy młodzieżowej Ermis należą nie tylko członkowie mniejszości niemieckiej z Warmii i Mazur, ale także młodzi ludzie zainteresowani działalnością grupy. Na co miesięcznych spotkaniach planowane i omawiane są projekty. Gemeinschaft Junges Ermland (GJE) jest grupą partnerska grupy Ermis. W efekcie ścisłej współpracy realizowano wiele polsko – niemieckich spotkań młodzieży o tematyce polityczno - społecznej, które w większości finansowo wsparte zostały przez Polsko-Niemiecką Współpracę Młodzieży. Od 1994 grupa Ermis związana jest z organizacją Akcja Zachód-Wschód w BDKJ (Aktion West-Ost e.V. –im BDKJ). We współpracy z Akcją Zachód-Wschód grupa Ermis przygotowała i przeprowadziła cztery międzynarodowe spotkania młodzieży, w Niemczech (1997 i 2005), Polsce (1999 i 2003) i Czechach (2001) w których wzięło udział prawie 500 uczestników.
Grupa Ermis widzi swoje zadanie przede wszystkim w pracy, która pogłębia i wspiera zrozumienie między młodzieżą z Niemiec i Polski.